# Адам Софронијевић
Адам Софронијевић (Београд, 15. јул 1973) српски је библиотекар и информатичар. Један је од водећих српских стручњака за дигитализацију и организатор великог броја научних и стручних предавања и пројеката националног значаја у области дигитализације у култури. 
Члан је Извршног одбора Европског удружења истраживачких библиотека LIBER, био је члан Управног одбора Универзитетске библиотеке „Светозар Марковић”, где је од 2015. заменик управника. Члан је Удружења за културу, уметност и међународну сарадњу „Адлигат” у коме има статус помоћника председника Удружења.

## Биографија
Адам Софронијевић рођен је 15. јула 1973. године у Београду у породици са дугом традицијом љубави према књизи и култури. Са мајчине стране води порекло од великог српског задужбинара Николе Спасића. 
Основну и средњу школу завршио је у родном граду, а потом уписао Вишу електротехничку школу, на којој је дипломирао 2003. године. Након тога уписао је, а потом и дипломирао на Факултету организационих наука Универзитета у Београду, а мастер студије завршио је на Филолошком факултету Универзитета у Београду и Факултету организационих наука. Доктор филолошких наука у области библиотекарства постао је јула 2015. одбранивши на Филолошком факултету тезу „Нова парадигма сарадње у библиотекама".
Софронијевић је од 2008. године руководилац Одељења за развој и одржавање библиотечког система, дигитализацију фондова и културну делатност, првог одељења такве врсте у Србији и региону, у Универзитетској библиотеци „Светозар Марковић”. Организовао је и ангажовао се у многим пројектима развоја и унапређења библиотечко–информационе делатности, а посебно се истиче рад на дигитализацији и виртуелизацији библиотечких услуга. 

У оквиру Удружења за културу, уметност и међународну сарадњу „Адлигат”, чији је члан са статусом помоћника председника Удружења, био је организатор и иницијатор неких од значајнијих акција, као што је набавка писма краља Милана. Као представник Универзитетске библиотеке и члан „Адлигата” водио је пројекат дигитализације чланака и књига о краљу Милану под називом „Краљ Милан у српској штампи“. Сарадња ове две институције резултирала је и дигитализацијом изузетно ретких материјала Удружења, попут ратне штампе, старих правних књига, календара и материјала о Београду, али и формирањем дигиталног портала посвећеног епидемијама у Србији кроз историју, са највећом дигиталном базом историјских извора, књига и текстова из серијских публикација о епидемијама у Србији.
Од 2013. године Софронијевић је члан Управног одобра европског портала теза DART. Један је од иницијатора прикључивања Републике Србије европској дигиталној инфраструктури DARIAH и њен стални сарадник. Од 2020. године је члан Извршног одбора Европског удружења истраживачких библиотека LIBER (Ligue des Bibliothèques Européennes de Recherche), највећег таквог удружења у Европи.
Покретач је великог броја програма стручног волонтирања у Универзитетској библиотеци, где се издваја програм менторског рада са полазницима у оквиру Академије за дигитализацију.
Осим истакнутог рада у области дигитализације, Софронијевић је и организатор великог броја научних и стручних предавања и скупова, међу којима се издваја међународни научни скуп на Универзитету у Ле Ману (Le Mans Université) у Француској 2015. године. Ван земље је по позиву био предавач у десет различитих земаља Европе.
Тренутно живи и ради у Београду.

## Признања и награде
Адам Софронијевић је добитник награде „Марија Илићи Агапова" за 2012. годину, као и пoсебног признања Министарства културе и информисања Републике Србије за допринос дигитализацији кроз научне радове 2018. године.